# 达尼洛·弗拉奎利
达尼洛·弗拉奎利（義大利語：Danilo Fraquelli，1968年3月5日—），意大利男子赛艇运动员。他曾代表意大利参加世界赛艇锦标赛，获得一枚金牌、二枚银牌和二枚铜牌，均来自轻量级项目。